# Tetraloniella sphaeralceae
Tetraloniella sphaeralceae är en biart som beskrevs av Laberge 2001. Tetraloniella sphaeralceae ingår i släktet Tetraloniella och familjen långtungebin. Inga underarter finns listade i Catalogue of Life.